# Tušak
Tušak je priimek več znanih Slovencev:
- Maks Tušak (1947—2008), klinični in športni psiholog, univ. prof.
- Matej Tušak (*1968), športni psiholog, univ. prof.
- Marjan Tušak, polkovnik SV
- Radivoj (Franc) Tušak, šolnik
- Vlado Tušak (1910—1992), amaterski režiser in kulturni delavec